# Zvončín
Zvončín (Hongaars: Harangfalva) is een Slowaakse gemeente in de regio Trnava, en maakt deel uit van het district Trnava.
Zvončín telt 739 inwoners.